# Нордбарге
Нордбарге (нід. Noordbarge) — село в нідерландській провінції Дренте. Входить до муніципалітету Еммен.
Його площа становить 1,16 км², а населення станом на 2021 рік складало 1 100 осіб.

## Галерея

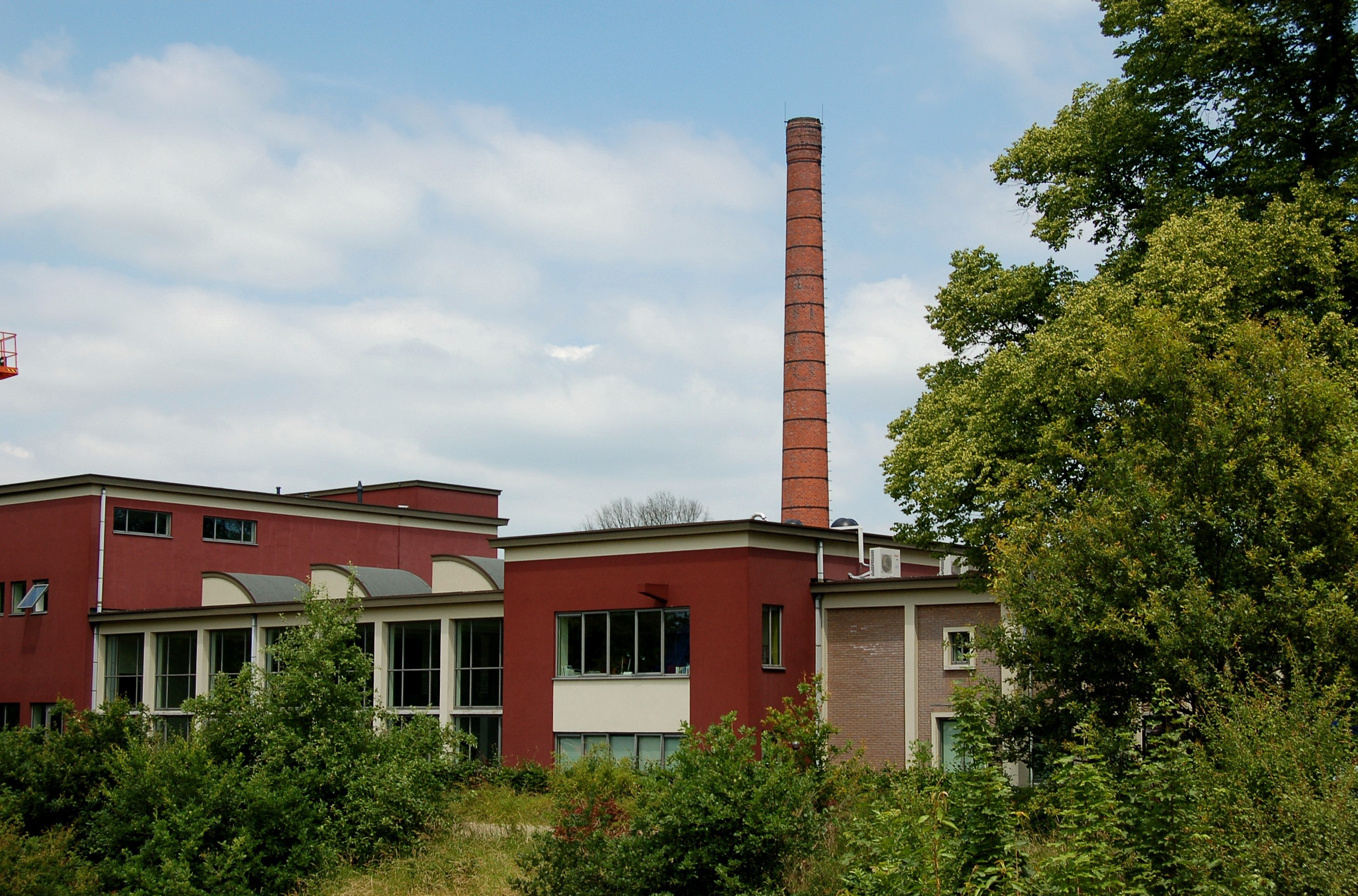
Будівля колишнього молокозаводу
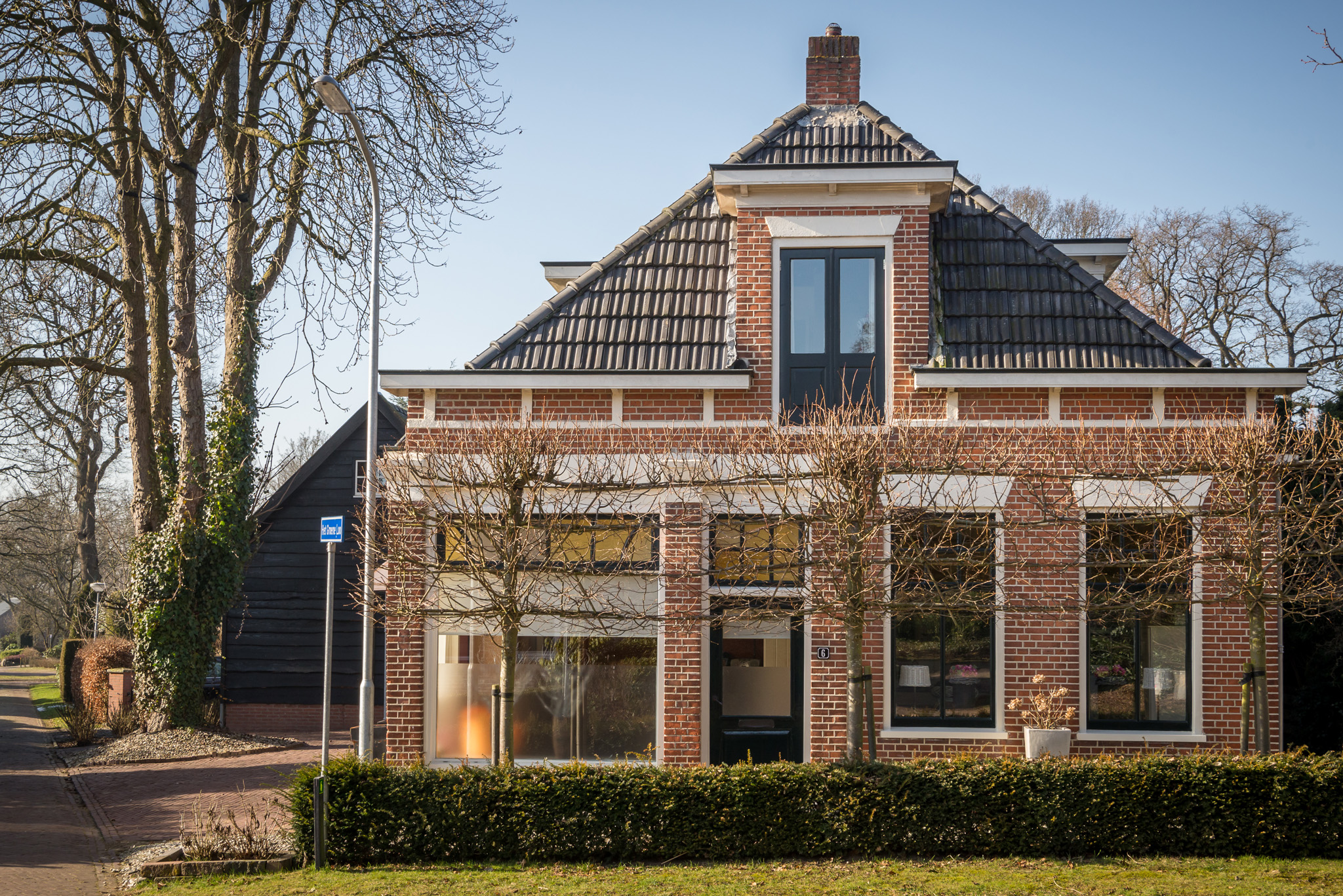
Ферма у Нордбарге